# Epetriodus
Epetriodus is een monotypisch geslacht van straalvinnige vissen uit de familie van naaldvissen (Ophidiidae).

## Soort
- Epetriodus freddyi Cohen & Nielsen, 1978